# Anthaxia badghyzica
Anthaxia badghyzica es una especie de escarabajo del género Anthaxia, familia Buprestidae. Fue descrita científicamente por Bílý en 1991.